# بابا نوئل (فیلم ۱۸۹۸)
«بابا نوئل» (انگلیسی: Santa Claus (1898 film)) یک فیلم کوتاه و صامت بریتانیایی در سبک درام به کارگردانی جرج آلبرت اسمیت است که در سال ۱۸۹۸ منتشر شد. این فیلم بابا نوئل را نشان می‌دهد که در شب کریسمس برای ملاقات افراد یک خانه به آنجا می‌رود.